# Lilita Bērziņa
Lilita Bērziņa (ur. 17 lipca 1903 w Rydze, zm. 27 maja 1983 tamże) – łotewska i radziecka aktorka teatralna i filmowa, Ludowa Artystka ZSRR.

## Życiorys
Urodziła się w rodzinie robotniczej. W 1920 skończyła szkołę średnią w Rydze, od 1922 pracowała w Państwowym Artystycznym Teatrze Akademickim w Rydze. Zagrała w ponad 50 spektaklach teatralnych, m.in. Stieńka Razin (1931) Otellu (1937), Romeo i Julia (1943) i w ponad 15 filmach, w tym niemych. Była prezesem zarządu Towarzystwa Teatralnego Łotewskiej SRR i członkinią Komitetu Nagród Leninowskich i Państwowych w dziedzinie literatury, sztuki i architektury przy Radzie Ministrów ZSRR, od 1949 należała do WKP(b). Wchodziła w skład KC Komunistycznej Partii Łotewskiej SRR i była deputowaną do Rady Najwyższej Łotewskiej SRR.

## Odznaczenia i nagrody
- Medal Sierp i Młot Bohatera Pracy Socjalistycznej (9 czerwca 1978)
- Order Lenina (trzykrotnie, 1 października 1965, 16 lipca 1973 i 9 czerwca 1978)
- Order Czerwonego Sztandaru Pracy (dwukrotnie, 30 grudnia 1947 i 2 lipca 1971)
- Medal „Za pracowniczą dzielność” (20 lipca 1950)
- Nagroda Stalinowska II klasy (1947)
- Nagroda Państwowa Łotewskiej SRR(inne języki) (1982)
- Ludowa Artystka ZSRR (3 stycznia 1956)
- Ludowa Artystka Łotewskiej SRR (1947)
- Zasłużona Artystka Łotewskiej SRR (1945)

I inne.